# Mulinum
Mulinum es un género de plantas herbáceas perteneciente a la familia de las apiáceas.Comprende 37 especies descritas y de estas, solo 12 aceptadas.

## Taxonomía
El género fue descrito por Christiaan Hendrik Persoon y publicado en Synopsis Plantarum 1: 309. 1805. La especie tipo es: Mulinum spinosum Pers.	

## Especies seleccionadas
A continuación se brinda un listado de las especies del género Mulinum aceptadas hasta julio de 2012, ordenadas alfabéticamente. Para cada una se indica el nombre binomial seguido del autor, abreviado según las convenciones y usos.
- Mulinum axilliflorum Griseb.
- Mulinum crassifolium Phil.
- Mulinum echegarayii Hieron.
- Mulinum echinus DC.
- Mulinum famatinense H. Wolff
- Mulinum hallei Skottsb.
- Mulinum leptactanthum Phil.
- Mulinum microphyllum Pers.
- Mulinum spinosum Pers.
- Mulinum triacanthum Griseb.
- Mulinum ulicinum Gillet & Hook.
- Mulinum valentini Spegg.[2]